# サイクロンSolid
サイクロンSolidは、コーエーが販売していた3Dモデリング及びレンダリングソフトウェアである。
3D印刷や、CAM用途にも使われていた。

## 歴史
- サイクロンSolid
  - 1992年11月 サイクロンSolid 1.0[4]
  - 1994年11月 サイクロンSolid 2.0[4]
  - 1994年11月 サイクロンLuster 1.0[4] - レンダラー[4]。
  - 1995年11月 サイクロンSolid 2.0 キャンペーン版[4] - サイクロンLuster及びゲーム『三國志リターンズ』が付属[4]。
  - 1996年4月 サイクロンSolid 3.0[4] - サイクロンLusterを統合[4]
  - 1996年11月 サイクロンSolid 3.0 インターネットキャンペーン版[4] - VRML97に対応[4]
  - 1997年6月 サイクロンSolid 97[4]
  - サイクロンSolid 97 Jr. - 簡易版。3DCGビギナーズパックに付属。
- 1994年11月 サイクロンMover[4] - データコンバータ[4]

## 参考書籍
- 『Windowsで楽しむ3Dアニメーションの世界 : サイクロンSolid & Luster編』 川口忠信 1995年 ISBN 978-4877192617
- 『日経パソコン 1992年9月28日号』